# Thomas Henry Holland
Thomas Henry Holland (22 novembre 1868 – 15 mai 1947) est un géologue britannique qui travaille en Inde avec le Geological Survey of India, dont il est le directeur de 1903 à 1910. Il travaille ensuite comme administrateur pédagogique à l'Université d'Édimbourg.

## Jeunesse
Thomas Holland est né le 22 novembre 1868 à Helston, Cornouailles, de John Holland et Grace Treloar Roberts qui ont ensuite émigré au Canada pour vivre dans une ferme à Springfield, Manitoba.
En 1884, Thomas remporte une bourse pour étudier au Royal College of Science, obtenant un diplôme de première classe en géologie. Le doyen du Royal College of Science, Thomas Henry Huxley, fait une grande impression sur Holland. Il reste assistant du professeur John Wesley Judd et reçoit une bourse Berkeley au Owens College de Manchester en 1889.

## Carrière

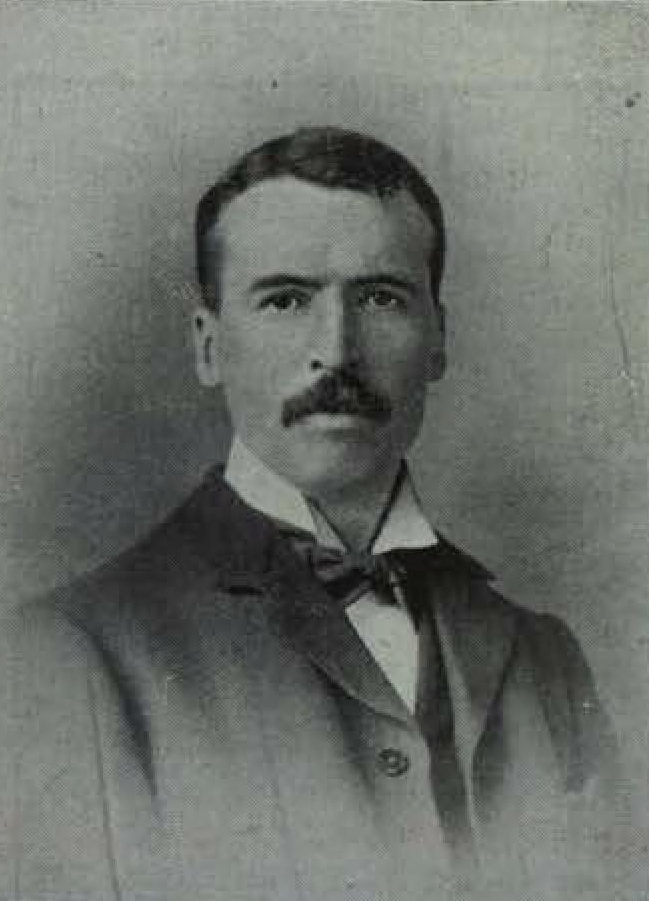
Vers 1907

En 1890, Holland est nommé surintendant adjoint du Geological Survey of India et conservateur du Geological Museum and Laboratory. En 1903, il est nommé directeur du Geological Survey of India et en 1904, il est élu membre de la Royal Society. Holland produit la première description scientifique de ce qu'il nomme charnockite à partir de la pierre tombale de Job Charnock près de Calcutta qui a été apportée de quelque part à Madras. Holland poursuit ses travaux sur les gneiss du sud de l'Inde qui ont été précédemment classés par William King et Robert Bruce Foote (en). Holland reclasse les granites à hypersthène comme acides (les charnockites, dont le type provient du Mont Saint-Thomas), intermédiaires, basiques et ultrabasiques. En 1908, il est nommé Chevalier Commandeur de l'Ordre de l'Empire indien (KCIE) pour ses services au Geological Survey of India. Il retourne en Grande-Bretagne en 1910 et, en 1912, il est nommé à la Commission royale sur le carburant et les moteurs. Il est président de l'Association britannique en 1928-1929.
Sous la direction de Holland, une série de quatre volumes " Géographies provinciales de l'Inde " est publiée entre 1913 et 1923 par Cambridge University Press.
Holland est recteur de l'Imperial College de Londres de 1922 à 1929 et directeur de l'Université d'Édimbourg de 1929 à 1944. La médaille Albert de la Royal Society of Arts pour 1939 est décernée à Sir Thomas H. Holland, "pour ses services aux industries minérales". Il est également membre de la Royal Cornwall Polytechnic Society.
De 1929 à 1940, il est directeur de l'Université d'Édimbourg. En 1930, il est élu Fellow de la Royal Society of Edinburgh avec comme proposants Sir James Alfred Ewing, Sir Edward Albert Sharpey-Schafer, Ralph Allan Sampson et James Hartley Ashworth. Il est vice-président de la Société de 1932 à 1935. Il est président de l'Association géographique en 1937-1938. Il remporte le prix Bruce Preller de la Société pour 1941.
Holland est décédé subitement à son domicile de Surbiton le 15 mai 1947.
Il se marie deux fois, en 1896 avec Frances Maud Chapman (décédée en 1942); puis en 1946, à l'âge de 78 ans, à Helen Ethleen Verrall.